# Josefine Dora
Josefine Dora, nata  Isidora Emilie Friese (Vienna, 13 novembre 1867 – Kühlungsborn, 28 ottobre 1944), è stata un'attrice austriaca, conosciuta anche come Isidora Emilie Skuhra.

## Filmografia
- Das verschleierte Bild von Groß-Kleindorf, regia di Joe May (1913)
- La parte più difficile (Sein schwierigster Fall), regia di Joe May (1915)[1]
- Arme Eva Maria, regia di Joe May (1916)
- Ballzauber, regia di Danny Kaden (1917)
- Arme Lena!, regia di Otto Rippert (1918)
- Katinka, regia di Emil Biron, Paul Otto (1918)
- Mein Neffe - Der Herr Baron
- La bambola di carne (Die Puppe), regia di Ernst Lubitsch (1919)
- Das Grauen, regia di Fred Sauer (1920)
- Pettegola intrigante (Putschliesel), regia di Erich Schönfelder (1920)
- Der Flug in den Tod, regia di Bruno Ziener (1921)
- Die Geliebte des Königs, regia di Frederic Zelnik (1922)[2]
- Die Küsse der Ira Toscari, regia di Alexander Erdmann-Jesnitzer (1922)
- Der falsche Prinz, regia di Heinz Paul (1927)
- Pension Schöller, regia di Georg Jacoby (1930)
- L'avventura del cassiere (Der brave Sünder), regia di Fritz Kortner (1931)
- Heimatland, regia di Ernst Martin (1939)
- Fasching, regia di Hans Schweikart (1939)
- Arrivederci Francesca (Auf Wiedersehen, Franziska!), regia di Helmut Käutner (1941)
- Annelie, regia di Josef von Báky (1941)
- Musik in Salzburg